# Iefim Zélmanov
Iefim Issaàkovitx Zélmanov (Ефим Исаакович Зельманов: nascut el 7 de setembre de 1955) és un matemàtic conegut pel seu treball en problemes combinatoris en àlgebra no-associativa i teoria de grups, inclosa la seva solució al problema de Burnside. Va ser condecorat amb la Medalla Fields el 1994.
Va néixer en el si d'una família jueva a Khabàrovsk, a la Unió Soviètica (actual Rússia). Es va doctorar a la Universitat de Novossibirsk i va obtenir el títol de major grau a la Universitat de Leningrad (avui Sant Petersburg) el 1985. Va mantenir un càrrec a la Universitat de Novossibirsk fins a 1987, any en el qual va abandonar la Unió Soviètica.
Des de 1990 fins al 1994 va ser professor a la Universitat de Wisconsin-Madison. Els dos anys següents va treballar, també de professor, a la Universitat de Chicago per posteriorment passar a la Universitat Yale.
Des de 1996 és professor distingit en el Korea Institute for Advanced Study.
El 2002 va ocupar el càrrec de professor a la Universitat de Califòrnia, Sant Diego.